# Madingou
Madingou es una localidad de la República del Congo, chef-lieu del departamento de Bouenza en el sur del país. Dentro del departamento, está constituida administrativamente como un distrito. En 2023, la comuna tenía una población de 43.787 habitantes.
Se ubica en el centro del departamento, a medio camino entre Brazzaville y Pointe-Noire sobre la carretera N1.

## Comunicaciones
Posee una estación del Tren Congo-Océano.